# مردی با کاپشن بهاری
مردی با کاپشن بهاری فیلم مستندی است به کارگردانی بزرگمهر شرف‌الدین که در تاریخ ۱۶ خرداد ۱۳۹۲ (۶ ژوئن ۲۰۱۳) از تلویزیون فارسی بی‌بی‌سی و ۸ ژوئن ۲۰۱۳ از بی‌بی‌سی جهانی پخش شد. این فیلم که در آستانه دوره یازدهم انتخابات ریاست جمهوری ایران و پایان دو دوره ریاست جمهوری محمود احمدی‌نژاد پخش شد به موضوع نقش احمدی‌نژاد در ساختار حکومت ایران می‌پردازد.

## مصاحبه شوندگان
- استیون هدلی، مشاور امنیت ملی جورج دبلیو بوش و باراک اوباما
- رایان کراکر، سفیر سابق ایالات متحده آمریکا در افغانستان و عراق
- محمدتقی کروبی، فرزند مهدی کروبی
- جک استراو
- حسن سربخشیان
- فرهاد جعفری
- حسین موسویان
- یووال اشتاینتز
- جو تیندل، ملوان بریتانیایی
- دیوید تریزمن
- محمدرضا جلایی پور